# Tortella crispa
Tortella crispa là một loài Rêu trong họ Pottiaceae. Loài này được (Hedw.) C.E.O. Jensen miêu tả khoa học đầu tiên năm 1923.